# Tomáš Klimek
Tomáš Klimek (* 12. dubna 1979 v Českých Budějovicích) je český historik a překladatel. Jeho otec Hynek Klimek je spisovatel, novinář a publicista.

## Životopis
Tomáš Klimek vystudoval historii na Filozofické fakultě Palackého univerzity v Olomouci, v doktorském studiu oboru České dějiny pokračoval na Filozofické fakultě Univerzity Karlovy v Praze. Absolvoval půlroční studijní stáže v New Yorku a Dublinu.
Od roku 2008 pracuje v Národní knihovně České republiky, kde se zabývá obsahovým vývojem mezinárodní digitální knihovny historických psaných dokumentů Manuscriptorium. S archeologem Pavlem Bolinou se řadu let věnuje studiu středověkých komunikací a dopravy.

## Publikace
- Cestování do doby Karla IV. Podle narativních pramenů českého středověku. Šárka, Přerov 2002.
- Tomáš Klimek; Nikola Ikonomov; Vladan Trijić: Naše nebo cizí. Písemná kultura na Balkáně a střední Evropa ve středověku = Ours or alien. Written culture in the Balkans and Central Europe in the Middle Ages. Národní knihovna České republiky, Praha 2012.
- Naše ili tuđe. Srednjovekovna pisana kultura Balkana i Srednje Evrope = Ours or alien. Writen culture in the Balkans and Central Europe. Narodna Bibl. Srbije, Beograd 2012.
- Krajiny českého středověku. Dokořán, Praha 2014, ISBN 978-80-7363-585-5.
- Cesta k rozmanitosti - aneb Kavárenský povaleč digitálním historikem středověku. Sborník příspěvků k životnímu jubileu PhDr. Zdeňka Uhlíře. (k vydání připravili Renáta Modráková a Tomáš Klimek). Národní knihovna České republiky, Praha 2016, ISBN 978-80-7050-670-7.
- (spoluautor); Staré cesty v krajině středních Čech, Praha 2018, ISBN 978-80-200-2831-0.
- (spoluautor); Tetín svaté Ludmily. Místo, dějiny a spiritualita. Dokořán, Praha 2017, ISBN 978-80-7363-771-2.
- BOLINA, Pavel; KLIMEK, Tomáš. Humenská u Jíloviště – hradiště, nebo cestovní stanice?. In: Michal Lutovský. Archeologie ve středních Čechách. Praha: Ústav archeologické památkové péče středních Čech, 2019. ISSN 1214-3553. Ročník 23. S. 789–792.

### Jiné publikace
- Tři muži ve člunu jsou zpět. Cosmopolis / Grada, Praha 2018, ISBN 978-80-271-0883-1.
- Kosmova hora Osek a vnímání krajiny v českém středověku. v: Historická geografie. Historický ústav AV ČR 33,(2005), s. 39-56.

### Překlady
- Charles Homer Haskins: Normani v evropských dějinách = The Normans in European History. Nakladatelské údaje, Praha 2008, ISBN 978-80-7319-071-2.
- Horst Fuhrmann: Středověk je kolem nás = Überall ist Mittelalter. Nakladatelské údaje, Jinočany 2006, ISBN 80-7319-042-7.